# Lépin-le-Lac
Lépin-le-Lac är en kommun i departementet Savoie i regionen Auvergne-Rhône-Alpes i sydöstra Frankrike. Kommunen ligger i kantonen Le Pont-de-Beauvoisin som tillhör arrondissementet Chambéry. År 2022 hade Lépin-le-Lac 466 invånare.

## Befolkningsutveckling
Antalet invånare i kommunen Lépin-le-Lac
| Referens: INSEE |